# Stephen Graham (cestista)
Stephen Graham (Wilmington, 11 giugno 1982) è un ex cestista e allenatore di pallacanestro statunitense, professionista nella NBA.
Ha un fratello gemello, Joey, anche lui professionista NBA.